# 18. западнославонски корпус
18. западнославонски корпус је био корпус у саставу Српске Војске Крајине. Био је формиран у јесен 1992. године од бившег Зонског штаба Територијалне одбране за Западну Славонију и 85. окучанске бригаде, те посебних јединица милиције и дијелова јединица из некадашње Територијалне одбране. Команданти корпуса су били: пуковник Јован Чубрић, пуковник Милан Челекетић и пуковник Лазо Бабић. Начелници штаба су били: пуковник Слободан Перић и пуковник Милан Ромић.
Корпус је био лоциран на територији Западне Славоније и бранио је границу РСК према сјеверној Хрватској и централној Славонији, полукружно од Јасеновца, Пакраца, Псуња, Нове Градишке, све до административне границе са Републиком Српском. На западу, свега неколико километара, корпус је остваривао непосредну везу са јединицама 39. банијског корпуса Српске војске Крајине, а на југу је требало остваривати везу са јединицама 1. крајишког корпуса Војске Републике Српске.
Уз ангажовање припадника корпуса обновљен је рад спортских друштава у Окучанима и другим мјестима. Пружана је помоћ у раду владиних и невладиних организација и других установа.
Корпус је престао постојати након хрватске агресије на Западну Славонију у мају 1995. године. Расформиран је 15. јуна на простору Градишка — Нова Топола. Дио људства је упућен у јединице 21. кордунашког и 39. банијског корпуса СВК, а један дио се преселио у Источну Славонију и укључио се у јединице 11. источнославонског корпуса СВК.

## Организација
Састав 18. корпуса:
- Команда (Окучани)
- 51. пјешадијска бригада (Пакрац)
- 54. пјешадијска бригада (Окучани)
- 98. пјешадијска бригада (Јасеновац)
- 59. одред (Дарувар)
- 63. одред (Подравска Слатина)
- Тактичка група 1 (Јасеновац)
- 18. батаљон за интервенције
- 18. мјешовити артиљеријски пук
- 91. позадинска база
- чета војне полиције
- чета везе
- инжињеријска чета